# Yes I Am (Jack Vidgen-album)
A Yes I Am Jack Vidgen ausztrál énekes debütáló albuma, mely 2011. augusztus 19-én jelent meg a Sony Music Australia kiadónál.
Az albumon főleg feldolgozások hallhatóak, valamint megtalálható a lemezen Whitney Houston "I Have Nothing" című dala is, mellyel Vidgen ismeretségre tett szert az ausztrál Got Talent 5. évadjában, és melyet meg is nyert a dallal.

## Számlista
| #   | Cím                                                        | Hossz |
| --- | ---------------------------------------------------------- | ----- |
| 1.  | Yes I Am                                                   | 3:37  |
| 2.  | And I Am Telling You I'm Not Going (Jennifer Holliday dal) | 2:24  |
| 3.  | Set Fire to the Rain (Adele dal)                           | 3:43  |
| 4.  | Who's Lovin' You? (The Miracles dal)                       | 5:07  |
| 5.  | Because You Loved Me (Celine Dion dal)                     | 4:34  |
| 6.  | River Deep Mountain High (Ike & Tina Turner dal)           | 3:42  |
| 7.  | Think (Aretha Franklin dal)                                | 3:07  |
| 8.  | Hero (Mariah Carey dal)                                    | 4:19  |
| 9.  | Glitter in the Air (Pink dal)                              | 3:43  |
| 10. | I Have Nothing (Whitney Houston dal)                       | 4:50  |
| 11. | Fly!                                                       | 3:28  |
| 12. | Lovin' You (Minnie Riperton dal)                           | 3:45  |

## Slágerlista és díjak
| Slágerlista (2011)              | Legjobb helyezések |
| ------------------------------- | ------------------ |
| Ausztrália (ARIA Top 50 Albums) | 3                  |

| Slágerlista (2011) | Helyezés |
| ------------------ | -------- |
| Ausztrália (ARIA)  | 80       |

| Ország            | Tanúsítvány |
| ----------------- | ----------- |
| Ausztrália (ARIA) | Arany       |